# Wappie
Wappie is een pejoratief begrip dat ontstaan is in het Nederlands taalgebruik in de jaren negentig van de twintigste eeuw. Het geeft een zonderlinge geestesgesteldheid aan waarbij men de weg kwijt is geraakt, of een zonderling persoon, een dwaalgeest of 'gekkie'. Het kan ook betekenen 'zich bezig houden met complottheorieën' of 'onder invloed van verdovende middelen verkeren' of 'niet goed wijs'.

## Herkomst en gebruik
De herkomst van het woord wappie is niet duidelijk. Mogelijk komt het van het Sranantongo-woord wappa, wat straattaal is voor stoned. In deze betekenis werd het in de jaren 90 al gebruikt door een kleine groep in de gabberscene.
In 2011 schreef Guus Middag dat wappie in de straattaal "dronken" betekent.
In het Venloos woordenboek van 1993 staat het vermeld in de betekenis mep en kluts in het voorbeeld ik waas gans van de wap aaf (ik was helemaal de kluts kwijt). In Noord-Limburg en Noord-Brabant bestaan de uitdrukkingen van de wap zijn, gewapperd zijn en waps zijn (niet sporen, in de war zijn).

### Coronacrisis
Ten tijde van de coronapandemie werden de termen 'coronawappie' en 'covidwappie' gebruikt voor onder andere critici, sceptici en weigeraars van de coronavaccinatie. 'Covidwappie' bracht het tot de derde plek in de Woord van het jaarverkiezing van 2020. Ook de variant 'viruswappie' was kandidaat voor de verkiezing. In 2021 werd 'wappie' bij de verkiezing van Genootschap Onze Taal verkozen tot Woord van het jaar.
Het zijn diskwalificerende benamingen voor personen die de ernst van COVID-19 ontkennen en de coronapandemie zien als een complot dat door de elite is bedacht om 'het volk' te controleren. Hieronder valt de connotatie dat men vindt dat de overheid als uitvloeisel van de elite controleert welke deskundigen en wetenschappers aan het woord komen.  Actiegroep Viruswaarheid reframede het woord door 'Wappie' - met hoofdletter - als geuzennaam te gebruiken. In december 2020 maakte cabaretier Youp van 't Hek bij het televisieprogramma Even tot hier op de melodie van Flappie een liedje hierover.